# Painstained
| Оценки критиков  | Оценки критиков  |
| Источник         | Оценка           |
| ---------------- | ---------------- |
| Desibeli.net     | [ 1 ]            |
| Imperiumi.net    | [ 2 ]            |
| Keskisuomalainen | доброжелательный |
| Soundi           | [ 4 ]            |
| V2.fi            | [ 5 ]            |

Painstained — шестой студийный альбом финской готик-метал группы Entwine, выпущенный 28 января 2009 года на звукозаписывающем лейбле Spinefarm Records.

## Список композиций
| №                   | Название               | Длительность |
| ------------------- | ---------------------- | ------------ |
| 1.                  | «Soul Sacrifice»       | 4:51         |
| 2.                  | «Strife»               | 3:20         |
| 3.                  | «Dying Moan»           | 5:43         |
| 4.                  | «Beautifully Confined» | 3:50         |
| 5.                  | «Lost in My Denial»    | 4:25         |
| 6.                  | «Greed of Mankind»     | 3:29         |
| 7.                  | «Dead by Silence»      | 3:37         |
| 8.                  | «Hollow»               | 5:07         |
| 9.                  | «Caught by Desire»     | 4:31         |
| 10.                 | «Say Goodbye»          | 4:33         |
| Общая длительность: | Общая длительность:    | 43:26        |

| №  | Название      | Длительность |
| -- | ------------- | ------------ |
| 1. | «Dying Light» |              |

## Участники записи

### Состав группы
- Мика Тауриайнен (фин. Mika Tauriainen) — вокал.
- Яани Кяхкёнен (фин. Jaani Kähkönen) — соло-гитара.
- Том Миккола (фин. Tom Mikkola) — гитара, клавишные.
- Йони Миеттинен (фин. Joni Miettinen) — бас-гитара.
- Аксу Хантту (фин. Aksu Hanttu) — ударные и перкуссия, клавишные, программирование.

## Позиции в чартах
| Чарт (2009)                         | Наивысшая позиция |
| ----------------------------------- | ----------------- |
| Финляндия (Suomen virallinen lista) | 9                 |